# Elecciones estatales extraordinarias de Querétaro de 2015
Las elecciones estatales extraordinarias de Querétaro de 2015 se llevarán a cabo el domingo 6 de diciembre de 2015, y en ellas serán electos los siguientes cargos de elección popular en el municipio de Huimilpan:
- Alcalde de Huimilpan. Compuesto por un Presidente Municipal y regidores, electos para un periodo de tres años y con opción a ser reelegibles por primera vez en la historia, para el periodo inmediato. La candidata extraordinaria electa fue Celia Durán Terrazas.

El 7 de junio de 2015, se llevaron a cabo las elecciones estatales de Querétaro, pero el TEEQ anuló la elección en el municipio de Huimilpan.

## Resultados electorales

### Huimilpan
| Partido/Coalición | Partido/Coalición                   | Candidato                     | Votos | Porcentaje |
| ----------------- | ----------------------------------- | ----------------------------- | ----- | ---------- |
|                   | Coalición PAN-PRD                   | Cristina Heinze Elizondo      |       |            |
|                   | Coalición PRI-PVEM-PANAL            | Celia Durán Terrazas Hecho    |       |            |
|                   | Partido del Trabajo                 | Zenaida Salinas Calixto       |       |            |
|                   | Movimiento de Regeneración Nacional | Ma. Guadalupe Vázquez Miranda |       |            |
|                   | Partido Encuentro Social            | Felipe Edgar Guevara Sandoval |       |            |
|                   | Candidatos No Registrados           |                               |       |            |
|                   | Nulos                               |                               |       |            |
| Total             |                                     |                               |       |            |